# Evil Empire
Evil Empire je druhé studiové album americké hudební skupiny Rage Against the Machine vydané 16. dubna 1996 u Epic Records.
Evil Empire (říše zla) je fráze, kterou poprvé použil americký prezident Ronald Reagan, když chtěl popsat Sovětský svaz. Píseň „Tire Me“ vyhrála Grammy v kategorii „Best Metal Performance“, písně „Bulls on Parade“ a „People of the Sun“ byly nominovány v kategorii „Best Hard Rock Performance“. Píseň „Year Of The Boomerang“ a „Tire Me“ se objevila ve filmu Higher Learning. Píseň „Tire Me“ vznikla již v roce 1994 a oslavuje smrt Richarda Nixona.

## Seznam skladeb
| Pořadí | Název                 | Délka |
| ------ | --------------------- | ----- |
| 1.     | People of the Sun     | 2:30  |
| 2.     | Bulls on Parade       | 3:51  |
| 3.     | Vietnow               | 4:39  |
| 4.     | Revolver              | 5:30  |
| 5.     | Snake Charmer         | 3:56  |
| 6.     | Tire Me               | 3:00  |
| 7.     | Down Rodeo            | 5:20  |
| 8.     | Without a Face        | 3:36  |
| 9.     | Wind Below            | 5:50  |
| 10.    | Roll Right            | 4:22  |
| 11.    | Year of tha Boomerang | 3:59  |

## Singly
- „Bulls on Parade“ – 1996
- „People of the Sun“ – 1996
- „Tire Me“ – 1996
- „Down Rodeo“ – 1997
- „Vietnow“ – 1997

## Sestava
- Zack de la Rocha – zpěv, texty
- Tom Morello – kytara
- Tim Commerford – baskytara (uveden jako „tim bob“)
- Brad Wilk – bicí